# 佐伯隆幸
佐伯 隆幸（さえき りゅうこう、本名読み・たかゆき　1941年2月15日 - 2017年1月21日）は、日本の演劇評論家、フランス文学者、学習院大学名誉教授。
シンガーソングライターの大和姫呂未は姪にあたる。

## 経歴
広島県生まれ。愛媛県出身。学習院大学文学部仏文科卒、同大学院博士課程中退。演劇集団68/71（現在の劇団黒テント）創立に参加。同集団の制作部門責任者として1960代後期からのアングラ演劇の左翼的活動の興隆に携わった。のち現場を離れ演劇評論家として活躍。またフランス文学者として駒澤大学教授を経て、学習院大学フランス語圏文化学科の教授を務め、フランスを軸にした現代演劇と演劇史を関心領域としていた。2011年定年退職、名誉教授。2004年「記憶の劇場・劇場の記憶」で、第9回AICT（国際演劇批評家協会）演劇評論賞を受賞。 

## 著書
- 『異化する時間 演劇論集』晶文社, 1973年
- 『「20世紀演劇」の精神史 収容所のチェーホフ』晶文社, 1982年
- 『最終演劇への誘惑』勁草書房, 1987年
- 『現代演劇の起源 60年代演劇的精神史』れんが書房新社, 1999年
- 『記憶の劇場・劇場の記憶 劇場日誌1986-2000年』れんが書房新社, 2003年

### 翻訳
- アリエル・ガンスブール『ポール・ニザンの生涯～ポール・ニザン著作集 ～別巻1』晶文社　1975年
- 『道化と革命太陽劇団の日々』編訳 晶文社, 1976年
- アウグスト・ボアール『被抑圧者の演劇』里見実・三橋修共訳　晶文社, 1984年
- ベルナール=マリ・コルテス『コルテス戯曲選』石井惠共訳 れんが書房新社, 2001年
- クリスティアン・ビエ, クリストフ・トリオー演劇学の教科書』日本語版監修　国書刊行会　2009
- オリヴィエ・ピィ『お芝居』れんが書房新社　2010　コレクション現代フランス語圏演劇
- ルック・ファン・デン・ドリス,ハンス=ティース・レーマン,ヤン・ファーブル,ミエト・マルエンス,ルネ・コプライ『ヤン・ファーブルの世界』高橋信良,石井惠,堀切克洋共訳　論創社　2010
- エレーヌ・シクスー『偽証の都市、あるいは復讐の女神たちの甦り』高橋信良共訳　れんが書房新社　2012　コレクション現代フランス語圏演劇
- ベルナール=マリ・コルテス『コルテス戯曲選　2　西埠頭/タバタバ』れんが書房新社　2013
- コルテス『黒人と犬どもの闘争―プロローグ (コルテス戯曲選)』西樹里共訳 れんが書房新社 2016